# 世界四大極地超級馬拉松巡迴賽
世界四大極地超級馬拉松巡迴賽（The 4 Deserts Race Series）是以4個險惡地區為舞台，進行7天6夜250公里的長跑賽事，除南極外其餘3個賽事每年舉辦地點不同，例如蒙古戈壁沙漠、智利阿他加马沙漠、納米比亞沙漠，以及南極等。在首3站完成其中2站比賽的選手，才有資格參加在南極舉辦的比賽。冠軍的計分方式，是以當屆南極完賽者在四大賽事的積分總和排名。此外，若能在同一日曆年內賽事完成四大極地賽參加者，則稱為大滿貫總冠軍。

## 簡介
賽事共分為七個階段，在沙漠生活7日6夜。首3天為短途賽（大約40km），第4至5天為長途賽（大約80-90km），第6天為標準馬拉松距離（大約42km）；最後一天距離最短，大約為10km。

## 規則
參賽者沿途須背負自己的食物、药物、水、睡袋、瑞士刀、打火機、信號鏡、毒蛇解毒劑、鋁箔保暖毯等大會規定必須品，平均背包重量大約10公斤。主辦單位在每次比賽前均詳細檢查參賽者裝備，如不符合裝備要求參加者須於當地購買。而大會每天只會在檢查站和露營點提供清水和輕便帳幕予參賽者，違反規定者將會被罰時或取消參賽資格。

## 外部連結
- 4 Deserts Ultramarathon Series （页面存档备份，存于）
- Atacama Crossing (Chile) （页面存档备份，存于）
- Gobi March (Mongolia) （页面存档备份，存于）
- Namib Race (Namibia) （页面存档备份，存于）
- The Last Desert (Antarctica) （页面存档备份，存于）
- Pictures of the Atacama Crossing 2010 by competitor Rob Plijnaar （页面存档备份，存于）